# 호프웰 센터
호프웰 센터(영어: Hopewell Centre, 중국어: 合和中心)는 홍콩 홍콩섬 북부 완자이에 위치한 쇼핑 센터, 사무실, 레스토랑 등을 갖춘 복합 시설이다.

## 같이 보기
- 홍콩의 마천루 목록
- 마천루 목록